# (23110) Ericberne
(23110) Ericberne ist ein Asteroid des Hauptgürtels, der am 2. Januar 2000 vom US-amerikanischen Amateurastronomen Charles W. Juels am Fountain Hills-Observatorium (IAU-Code 678) in Arizona entdeckt wurde.
Der Asteroid wurde am 4. August 2001 nach dem in Kanada geborenen Psychiater Eric Berne (1910–1970) benannt, der die Transaktionsanalyse (TA) als psychotherapeutisches Verfahren entwickelte.